# Diglossa mystacalis
Diglossa mystacalis là một loài chim trong họ Thraupidae.